# Arthur Pieck

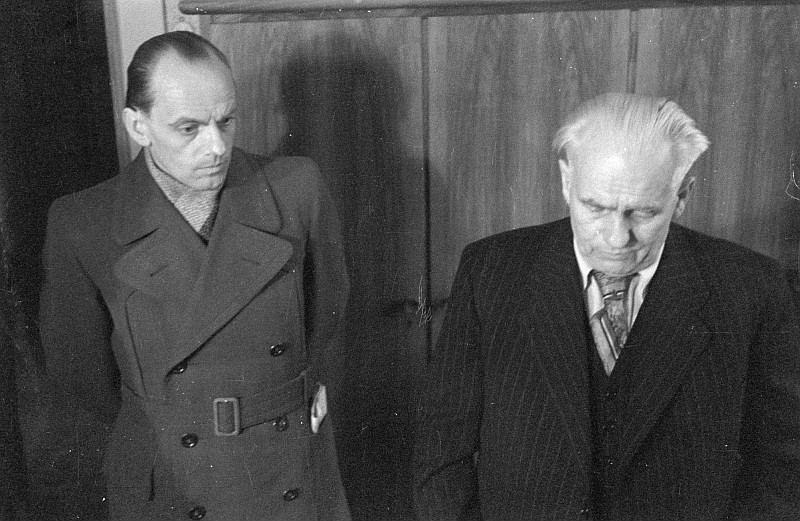
Arthur Pieck (links), 1946, neben seinem Vater Wilhelm Pieck an dessen 70. Geburtstag

Arthur Heinrich Walter Pieck (* 28. Dezember 1899 in Bremen; † 13. Januar 1970 in Berlin-Biesdorf) war ein deutscher Politiker (KPD, SED) und Generaldirektor der Fluggesellschaft Deutsche Lufthansa (Ost) sowie der späteren Interflug. Pieck war von 1961 bis zu seinem Rücktritt 1965 stellvertretender Minister für Verkehrswesen in der DDR.

## Leben

### Ausbildung und Novemberrevolution
Arthur Pieck war der Sohn des sozialdemokratischen Tischlers und späteren DDR-Präsidenten Wilhelm Pieck und der Schneiderin Christine Häfker. Er besuchte in Bremen die Volksschule und wechselte 1909/10 auf die Realschule. 1910 zog er mit der Familie nach Berlin, wo er die Volksschule abschloss und mit 14 Jahren in Albrechtshof bei Berlin die, in der Sozialdemokratie übliche, sozialistische und damit konfessionslose Jugendweihe erhielt. 1914 begann er eine Lehre zum Schriftsetzer in der Druckerei des polnischen Sozialisten und SPD-Reichstagskandidaten Konstantin Janiszewski. Pieck beendete die unvergütete Lehre im Laufe des Ersten Weltkriegs.
Der Jugendliche wurde 1916 Mitglied des Spartakusbunds und der oppositionellen Arbeiterjugend, die sich gegen die kriegsunterstützende Mehrheitsströmung der SPD wandte, was 1917 zu einer Anklage wegen Hoch- und Landesverrats führte. Nach eigenen Angaben Piecks kam es jedoch nicht zu einem Prozess, weil er stattdessen einberufen wurde. Sein Vater lebte bereits seit seiner Desertion 1917 im Untergrund und kam nur selten nach Hause, wo auch Hausdurchsuchungen stattfanden. Nachdem der 18-jährige Arthur Pieck im Januar 1918 seinen Einberufungsbefehl erhalten hatte, entschlossen sich Vater und Sohn in Absprache mit der Führung des Spartakusbundes zur Flucht in die neutralen Niederlande. Arthur Pieck war hier in Amsterdam von Januar bis November 1918 als Schriftsetzer in der Druckerei „De Tribune“ tätig. Wilhelm und Arthur Pieck kehrten erst kurz vor der Novemberrevolution nach Berlin zurück.

### Weimarer Republik und in der Sowjetunion
Pieck nahm an dem von seinem Vater geleiteten Gründungsparteitag der KPD am 1. Januar 1919 und an der Besetzung des Vorwärts-Verlagsgebäudes während des Januaraufstands in Berlin teil. Er gehörte im Herbst 1919 zusammen mit Lotte Pulewka zu der Gruppe, die seinen Vater aus der Haft im Reichsmilitärgericht befreite. Am 26. Januar 1920 erging durch Gustav Noske ein Schutzhaftbefehl gegen Arthur Pieck. In diesem wird unter anderem als Grund angeführt, dass Pieck der „Reichszentrale der K.P.D.“ angehöre, für diese „gegen Gehalt als Wanderredner agitiere“ und als „besonderer Vertrauensmann der leitenden Köpfe“ der Partei gelte. In einem zum späteren Zeitpunkt verfassten Lebenslauf gibt Pieck an bereits im März 1920 freigekommen zu sein und sich an den Kämpfen gegen den Kapp-Putsch beteiligt zu haben.
Pieck war von 1922 bis 1932 als Mitarbeiter der sowjetischen Handelsvertretung in Berlin tätig und 1923 Mitglied der Bundesleitung des Arbeiter-Wanderbunds „Naturfreunde“. Er war seit 1925 Lebensgefährte seiner späteren Ehefrau Margarete Grete Lode (geb. Lohbeck), die 1952 an Tuberkulose verstarb. In den Jahren 1925/26 leitete er die Berliner Agitprop-Gruppe „Rote Blusen“. Nachdem er 1927 die Leitung des Arbeiter-Theater-Bunds Deutschland (ATBD) übernommen hatte, war er 1929 Mitbegründer des Internationalen Arbeiter-Theaterbunds (IATB) (ab 1932: Internationaler Revolutionärer Theaterbund, IRTB). In Moskau, wo er sich mit seiner Schwester Eleonore seit 1932 aufhielt, leitete er 1933/34 zusammen mit dem eng mit ihm befreundeten Theaterkünstler Gustav von Wangenheim das Agitprop-Projekt „Kolonne Links“. Spätestens ab 1933 war Pieck im Gästehaus der Kommunistischen Internationalen, dem Hotel Lux, untergebracht. Gemeinsam mit Erwin Piscator hielt er sich ab 1936 zeitweise in Paris auf, um ein westeuropäisches Büro des IRTB aufzubauen. Er war auch mit Hanns Eisler, Alfred Kurella, John Heartfield, Erwin Geschonneck und anderen Schriftstellern und Schauspielern gut bekannt.
Ab 1938 arbeitete Pieck in der Moskauer Presseabteilung der Kommunistischen Internationale, um ab 1941 als Offizier in der Politischen Hauptverwaltung der Roten Armee zu dienen; er leistete unter anderem Aufklärungsarbeit an der Front und in Kriegsgefangenenlagern.

### Rückkehr in die SBZ und Wirken in der DDR
Als Dolmetscher des späteren Berliner Stadtkommandanten Nikolai Erastowitsch Bersarin kam er mit dessen 5. Stoßarmee nach Deutschland zurück, wo er in der Verwaltung der Sowjetischen Besatzungszone und der DDR schnell Karriere machte. Pieck stieß zur Gruppe Ulbricht und wurde in dem am 19. Mai 1945 durch die Sowjetische Militäradministration eingesetzten Magistrat von Groß-Berlin, dem er bis 1946 angehörte, für Personalfragen und Verwaltung zuständig. Im November 1945 heiratete er in Berlin Margarete Lohbeck (1902–1952). Anschließend war er unter anderem Leiter der Abteilung Verwaltung und Personalwesen in der Deutschen Wirtschaftskommission und ab 1949 Leiter des Hauptamtes für Personalwesen und Schulung bei der Regierung.
1955 avancierte er – obwohl eher politisch denn fachlich für diese Aufgabe qualifiziert – zum Generaldirektor der Fluggesellschaft Deutsche Lufthansa (Ost) und der späteren Interflug. Von 1961 bis 1965 war er stellvertretender Minister für Verkehrswesen und Leiter der Hauptverwaltung Zivile Luftfahrt.

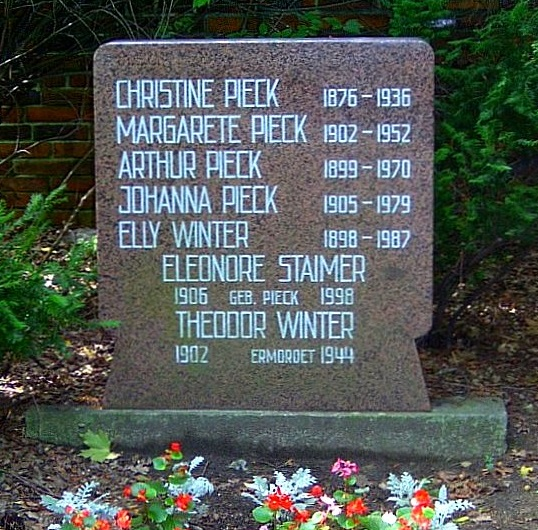
Grab von Arthur Pieck auf dem Zentralfriedhof Friedrichsfelde in Berlin

Im Mai 1965 trat Pieck in den Ruhestand; er starb im Januar 1970 in Berlin-Biesdorf, wo er seit 1945 gelebt hatte. Beigesetzt wurde seine Urne in der Gräberanlage „Pergolenweg“ des Zentralfriedhofs Friedrichsfelde in Berlin-Lichtenberg. In zweiter Ehe war er mit Johanna Pieck geb. Rattey (1905–1979) verheiratet.

## Ehrungen
Pieck war Träger folgender Auszeichnungen:
- Vaterländischer Verdienstorden in Gold
- Vaterländischer Verdienstorden in Silber
- Orden des Vaterländischen Krieges in Silber
- Ernst-Moritz-Arndt-Medaille
- Artur-Becker-Medaille in Gold
- Medaille für die Teilnahme an den bewaffneten Kämpfen der deutschen Arbeiterklasse in den Jahren 1918 bis 1923
- Medaille für Kämpfer gegen den Faschismus 1933 bis 1945
- Medaille „Für den Sieg über Deutschland im Großen Vaterländischen Krieg 1941–1945“
- Ernst-Schneller-Medaille in Gold
- Verdienstmedaille der DDR
- Banner der Arbeit, zweifache Auszeichnung
- Aktivist des Fünfjahrplanes
- Medaille für treue Dienste in der zivilen Luftfahrt in Silber
- Medaille für treue Dienste in der zivilen Luftfahrt in Bronze
- Verdienstmedaille der Deutschen Reichsbahn der Stufe 2
- Ehrennadel der Gesellschaft für Deutsch-Sowjetische Freundschaft

Anlässlich seines 70. Geburtstag im darauffolgenden Januar wurde Pieck im Dezember 1969 wie folgt ausgezeichnet:
- Ehrenspange zum Vaterländischer Verdienstorden
- Verdienstmedaille der Deutschen Reichsbahn der Stufe 3
- Medaille für treue Dienste in der zivilen Luftfahrt in Gold
- Rotbannerorden
- Fritz-Heckert-Medaille